# Wapenrecht (heraldiek)
Het wapenrecht is het recht om een wapen te voeren.
Volgens Croenen regelt het wapenrecht de wettelijke aspecten van de keuze, de verlening, het gebruik en het verlies van heraldische wapens en bepaalde onderdelen daarvan. Dit recht legt dus een link tussen het heraldische systeem en de maatschappij waarin het functioneert.
Doorheen de geschiedenis kreeg het wapenrecht een andere invulling. In ruime zin betreft het de mate van wettelijke bescherming van wapens en geeft richtlijnen voor hun verlening en geoorloofd gebruik.

## Nederland
De Noordelijke Nederlanden en het huidige Nederland kenden en kennen in beginsel geen in rechte handhaafbaar recht op wapens, niet in het oud-vaderlandse recht en niet in het huidige recht.

## België
In België verschilt het wapenrecht per gewest.

## Overige landen

### Duitsland
In Duitsland bestaat sinds het einde van de monarchie in 1918 geen wapenverlening of -bevestiging meer. Ieder rechtsgeldig persoon kan een wapen aannemen. Men is niet gebonden aan eisen mits er geen afbreuk wordt gedaan aan de wet. Het is niet verplicht een wapen te laten keuren. Het wapen (eigen ontwerp of door een heraldisch tekenaar) kan net als in Nederland zonder juridische betrokkenheid geregistreerd worden bij een genealogische of heraldische vereniging mits het wapen van de registrant of zijn familie is. Via het exclusiviteit principe wordt onderzocht of een ontwerp niet reeds door een ander geslacht in gebruik is. Als iemand oudere rechten op een wapen kan aantonen, bijvoorbeeld via een wapenbrief, zal de latere wapenvoerder moeten wijken. Als men een vreemd wapen wil gebruiken dient de aanvrager toestemming van de eigenaar te verkrijgen. Het wapen hoort een correcte blazoenering te hebben voordat het wordt opgenomen in een wapenregister, zoals dat van heraldische Vereniging Zum Kleeblatt of Herold waarvan het register van laatstgenoemde bestaat uit 73 delen.

### Groot-Brittannië

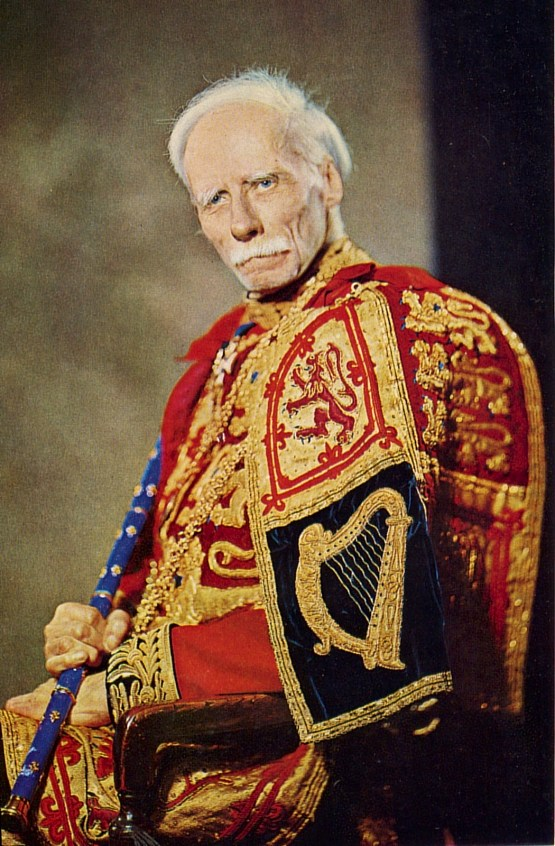
De Schotse wapenkoning Lord Lyon King of Arms in zijn tabberd

In Groot-Brittannië heeft de heraldiek geen invloed ondervonden van de gevolgen van de Franse Revolutie en heeft deze in tegenstelling tot het continent zich ononderbroken kunnen ontwikkelen. Het strenge Britse wapenrecht kan strenge strafbepalingen afdwingen. Niet iedereen mag een wapen voeren en schildhouders en heraldische pronkstukken zijn voorbehouden aan geprivilegieerde personen en instellingen. Daarop wordt enerzijds door het van de kroon afhangend Britse College of Arms en anderzijds door het Office of the Lord Lyon, met name de Schotse wapenkoning, de Lord Lyon King of Arms, streng toegezien. De wapenkoning heeft daarvoor een eigen gerechtshof.

### Zweden
In Zweden hebben heraldische wapens dezelfde status als handelsmerken.
adelaar · Agnus Dei · alliantiewapen · andreaskruis · ankerkruis · armoriaal · baldakijn · barensteel · bezant · Bourgondisch kruis · brisure · cartouche · centaur · cordelière · dekkleed · dorpsvlag · dorpswapen· drieberg · dubbelkoppige adelaar · dwarsbalk · fleur de lis · fleuron · Friese adelaar · gaande leeuw · gecarteleerd · Gelderse leeuw · gepaald · gravenkroon · groot wapen · griffioen · hartschild · helmkroon · helmteken · heraldische kleur · herautstuk · hermelijn · hoed · Hollandse tuin · huismerk · Jeruzalemkruis · karbonkel · keizerskroon · keper · koek · kromstaf · kroon · krukkenkruis · kwartier · kwartileren · kwartierzoom · leeuw · markiezenkroon · merlet · molenijzer · motto · muurkroon · nassaublauw · natuurlijke kleur · Nederlandse leeuw · Nederlandse Maagd · ombrellino · ordeketen · palen · pentagram · pijlenbundel · raadselwapen · raaf · respectant · riddertoernooi · rijksbanier · rijkskleuren · rijksstandaard · rijkswapen · roos · Rudolfinische keizerskroon · Saksenros · Saladins Adelaar · scharlakenrood · schildhoofd · schildhouder · schildvoet · schildzoom · schoof · schuinbalk · schuinstreep sinister · sinister · sleutels van Petrus · socialistische heraldiek · sprekend wapen · stadskleuren · standaard · stedenmaagd · ster · tinctuur · vair · vermeerdering · vlag · vorstenhoed · vrijheidshoed · vrijkwartier · vrouwenwapen · wapen · wapenbelasting · Wapenboek Beyeren · Wapenboek Gelre · wapenbord · wapendiploma · wapendier · wapenkast · wapenkoning · wapenmantel · wapenrecht · wapenrol · wapenstier · wapentent · wassende en afnemende maan · Waterlandse zwaan · Westfriese boomwapens · wildeman · wolfsangel · wrong